# Raymond Boudon

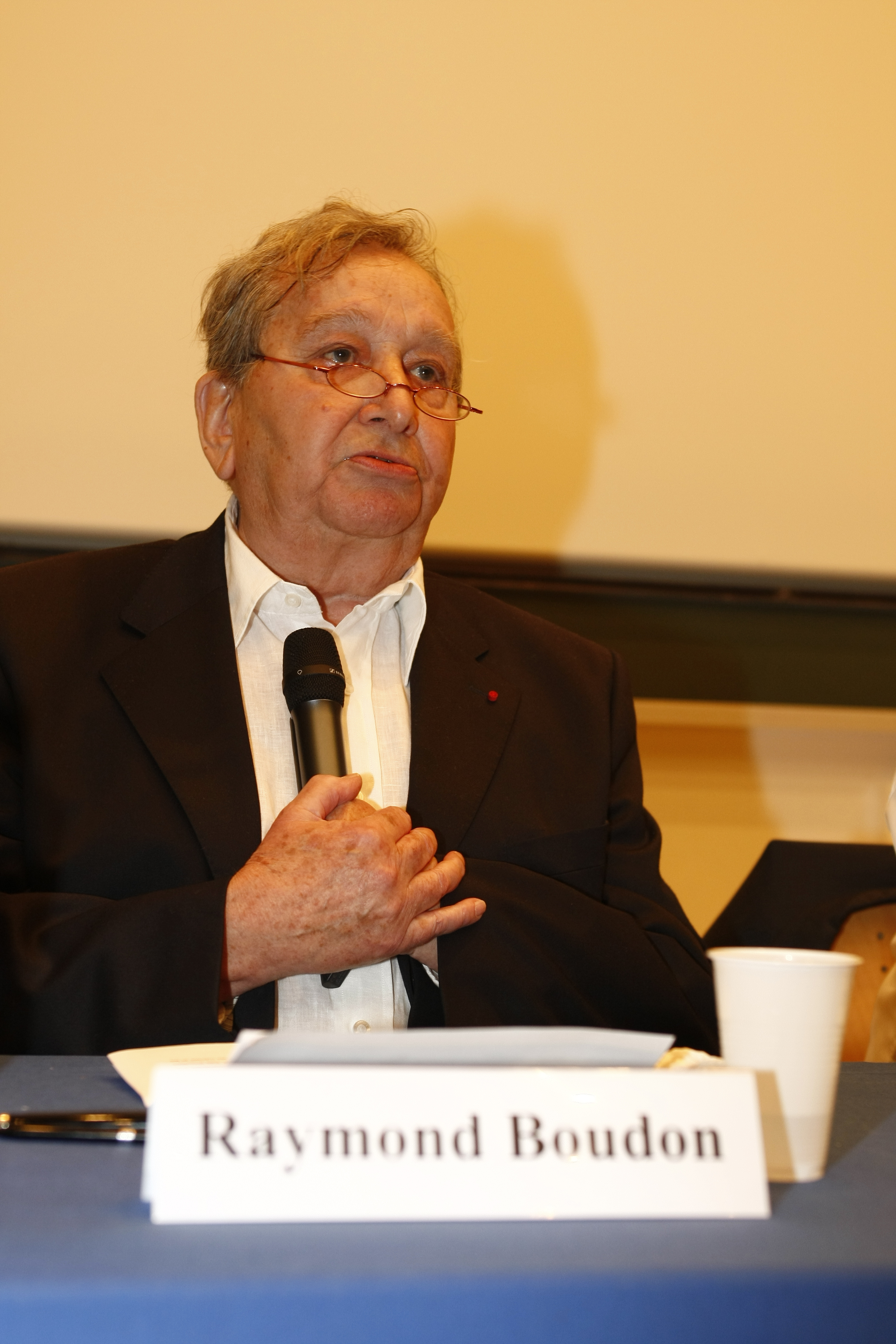

Raymond Boudon (ur. 27 stycznia 1934 w Paryżu, zm. 10 kwietnia 2013 w Paryżu) – francuski socjolog.
Absolwent École normale supérieure, wykładał początkowo na Uniwersytecie w Bordeaux następnie na paryskiej Sorbonie (Paryż IV). W latach 60. w USA współpracuje z Paulem Lazarsfeldem. W 1967 broni doktorat: L’analyse mathématique des faits sociaux. We Francji jest głównym przedstawicielem indywidualizmu metodologicznego, wpisującego się w tradycje prac Emila Durkheima i Alexis de Tocqueville'a, ale jest też pod wpływem Maksa Webera, którego teoria stała się podstawą dla programu indywidualizmu metodologicznego.
Boudon zmarł 10 kwietnia 2013.